# Elvis (album 1956)
Elvis – drugi album nagrany przez Elvisa Presleya a wydany przez wydawnictwo RCA Victor. Album powstał tylko w wersji monofonicznej w październiku 1956 roku i posiada numer katalogowy LPM 1382. Sesja nagraniowa miała miejsce w dniach 1–3 września w studio Radio Recorders w Hollywood. Dodatkowo na płycie pojawił się utwór który został nagrany na wcześniejszy album Presleya. Płyta spędziła cztery tygodnie na pierwszym miejscu listy przebojów Billboard 200.

## Skład
- Elvis Presley – śpiew, gitara, pianino
- Scotty Moore – gitara
- Shorty Long – pianino
- Gordon Stoker – pianino
- Bill Black – gitara basowa
- D.J. Fontana – perkusja
- The Jordanaires – chórki

## Lista utworów
| Utwór | Data nagrania | Tytuł                                 | Autor                                               | Czas rwania |
| ----- | ------------- | ------------------------------------- | --------------------------------------------------- | ----------- |
| 1.    | 03.09.1956    | Rip It Up                             | Robert Blackwell i John Marascalco                  | 1:50        |
| 2.    | 01.09.1956    | Love Me                               | Jerry Leiber i Mike Stoller                         | 2:41        |
| 3.    | 02.09.1956    | When My Blue Moon Turns to Gold Again | Gene Sullivan i Wiley Walker                        | 2:18        |
| 4.    | 02.09.1956    | Long Tall Sally                       | Robert Blackwell, Enotris Johnson, Richard Penniman | 1:51        |
| 5.    | 03.09.1956    | First in Line                         | Aaron Schroeder i Ben Weisman                       | 3:21        |
| 6.    | 02.09.1956    | Paralyzed                             | Otis Blackwell i Elvis Presley                      | 2:18        |
| 7.    | 30.01.1956    | So Glad You're Mine                   | Arthur Crudup                                       | 2:18        |
| 8.    | 02.09.1956    | Old Shep                              | Red Foley                                           | 4:10        |
| 9.    | 03.09.1956    | Ready Teddy                           | Robert Blackwell i John Marascalco                  | 1:55        |
| 10.   | 02.09.1956    | Anyplace Is Paradise                  | Joe Thomas                                          | 2:26        |
| 11.   | 01.09.1956    | How's the World Treating You?         | Chet Atkins i Boudleaux Bryant                      | 2:23        |
| 12.   | 01.09.1956    | How Do You Think I Feel               | Webb Pierce i Wiley Walker                          | 2:10        |

## Listy przebojów
Album
| Rok  | Lista                | Pozycja |
| ---- | -------------------- | ------- |
| 1956 | Billboard Pop Albums | 1       |

Single
| Rok  | Singel      | Lista przebojów           | Pozycja |
| ---- | ----------- | ------------------------- | ------- |
| 1956 | „Love Me"   | Billboard Black Singles   | 7       |
| 1956 | „Love Me"   | Billboard Country Singles | 10      |
| 1956 | „Old Shep"  | Billboard Pop Singles     | 47      |
| 1956 | „Love Me"   | Billboard Pop Singles     | 2       |
| 1956 | „Paralyzed" | Billboard Pop Singles     | 59      |